# MIC (印刷業)
MIC株式会社（ミック、MIC Co.,Ltd.）は、東京都新宿区に本社を置き、販促における総合支援事業を手掛けている企業。東京証券取引所スタンダード市場上場。

## 概要
1946年に創業。以前は商業印刷を中心とした活版印刷を主力としていたが、2000年代に入って当時の大口顧客だった写真フィルムメーカーからの受注が消滅した事などから活版印刷事業が頭打ちとなったため、2006年に印刷製造の周りのサービスを一手に引き受ける「ワンストップサービス」を開始。2011年には企業向けに業務改善やシステム開発、デザインなどを包括的にサポートする「360°フルサービス」を開始した他、2022年にはドラッグストア向けに販促物を共同配送するサービス「Co.HUB」を開始した。以降はリテール販促における総合支援事業を主力業務としている。
売上高は、リテール販促における総合支援事業などの非印刷事業が70%を占めている。

## 沿革
- 1946年7月 - 東京都新宿区にて創業。
- 1953年6月 - 有限会社水上印刷所として法人に改組。
- 1964年10月 - 東京都日野市に日野工場を開設。
- 1971年12月 - 水上印刷株式会社として株式会社に改組。
- 1992年9月 - 東京都日の出町に多摩工場を開設。
- 2006年9月 - 印刷製造の周りのサービスを一手に引き受けるサービスである「ワンストップサービス」を開始。
- 2011年8月 ^- コンビニエンスストア運営企業向けのサービスである「360°フルサービス」を開始。
- 2012年3月 - 東京都日の出町に包装加工及び物流センターである「サンゲート」を開設。
- 2017年3月 - 東京都あきる野市に「360°フルサービス」の基幹センターである「るのパレット」を開設。
- 2022年
  - 1月 - 商号をMIC株式会社に変更[8]。
  - 7月 - ドラッグストア向けに販促物を共同配送するサービス「Co.HUB」を開始。東京都八王子市に「Co.HUB」の拠点である「はちフィル」を開設。
- 2023年11月 - 大阪市中央区大阪OFFICEを開設。
- 2024年12月 - 東京証券取引所スタンダード市場に株式を上場。

## 事業所
- 本社 - 東京都新宿区西新宿5-14-3
- ANNEX - 東京都新宿区西新宿5-4-17
- 大阪OFFICE - 大阪府大阪市中央区南船場3-11-10心斎橋大陽ビル THE HUB心斎橋410号室
- 多摩ファクトリー - 東京都西多摩郡日の出町平井20-2
- サンゲート - 東京都西多摩郡日の出町平井22-12
- るのパレット - 東京都あきる野市牛沼1100番地
- はちフィル - 東京都八王子市石川町2970-3 1F